# Metodo del filo esplodente
Il metodo del filo esplodente (conosciuto anche con l'acronimo EWM, dall'inglese "Exploding Wire Method") è un processo ad alta densità di energia in cui una corrente elettrica ad intensità crescente è applicata a un sottile filo conduttore. In seguito a tale applicazione, il filo vaporizza e l'arco elettrico che si genera all'interno del vapore crea un'onda d'urto e quindi un'esplosione.  Il metodo del filo esplodente è famoso per il suo utilizzo nei detonatori utilizzati in ordigni nucleari, in sorgenti luminose ad alta intensità e come metodo di produzione di nanoparticelle metalliche.

## Storia
Il metodo del filo esplodente ha una storia decisamente lunga per essere un processo il cui utilizzo è iniziato solo recentemente. Nel tempo, la comprensione sul suo funzionamento è decisamente aumentata ma a tutt'oggi esistono ancora diversi aspetti di questo processo che non sono stati pienamente compresi.
Uno dei primi casi documentati dell'utilizzo dell'elettricità per fondere un metallo risale alla fine del XVIII secolo, quando Martin van Marum fuse un filo di metallo lungo circa 21 metri utilizzando 64 bottiglie di Leida come condensatori. Il generatore di Van Marum fu realizzato nel 1784 ed è oggi conservato al museo Teylers, ad Haarlem, nei Paesi Bassi. Alcuni anni dopo, Benjamin Franklin vaporizzò una sottile lamina d'oro per inciderne l'immagine su carta. Sebbene né Marum né Franklin abbiano poi effettivamente indagato sul fenomeno del filo esplodente, si può comunque dire che entrambi furono importanti per la sua scoperta.
Il primo che veramente si rese conto della possibilità di utilizzare questo metodo fu, nel 1774, Edward Nairne utilizzando un filo di rame e argento. In seguito, Michael Faraday usò l'EWM per far depositare un sottile strato d'oro attraverso la solidificazione del metallo vaporizzato su superfici adiacenti e, durante il XIX secolo, proprio la deposizione dei vapori metallici risultanti dall'EWM fu al centro di diversi studi di August Toepler. Nel XX secolo, poi, J. A. Anderson iniziò a condurre degli studi spettrografici del processo che permisero di averne una comprensione migliore e quindi di poter ipotizzare sue future applicazioni pratiche. Così, a metà del 1900 furono effettuati diversi esperimenti che vedevano l'EWM utilizzato come fonte di luce e nella produzione di nanoparticelle di alluminio, uranio e plutonio. Allo stesso tempo, Luis Álvarez, premio Nobel per la fisica nel 1968, e il suo assistente, Lawrence Johnson, durante il loro soggiorno presso i laboratori di Los Alamos, nell'ambito del Progetto Manhattan, sperimentarono l'utilizzo del metodo a filo esplodente nello sviluppo di detonatori per ordigni nucleari.
Al giorno d'oggi la ricerca è principalmente orientata a studiare l'utilizzo del metodo del filo esplodente nella produzione di nanoparticelle nonché a capire fino in fondo i dettagli del processo e gli effetti delle condizioni ambientali sulla sua efficienza.

## Meccanismo
I componenti fondamentali necessari per mettere in atto il metodo del filo esplodente, sono un sottile filo conduttore e un condensatore. Tipicamente il filo è d'oro, alluminio, ferro o platino e ha un diametro inferiore a 0,5 mm, mentre il condensatore ha solitamente un consumo di energia di 25 kWh/kg e può scaricare un impulso con una densità di corrente elettrica pari a 104 - 106 A/mm2, la cui temperatura può arrivare fino a 100000 K. La vaporizzazione del filo percorso dalla corrente avviene in un tempo compreso tra i 10−8 e i 10−5 secondi.
Il processo si attua quindi nei seguenti punti:
1. Una corrente elettrica a intensità crescente, fornita dal condensatore, viene fatta passare nel filo metallico.
2. La corrente riscalda il materiale per effetto Joule finché il metallo inizia a fondere. Il metallo fuso forma così delle catene distinte di sfere imperfette chiamate onduloidi. L'intensità della corrente sale così velocemente che il metallo liquido non ha il tempo di defluire.
3. Gli onduloidi vaporizzano. Il vapore di metallo crea di fatto un mezzo a resistenza ancora più bassa, permettendo il passaggio di una corrente a intensità ancor più elevata.
4. Nel vapore si forma quindi un arco elettrico, il quale a sua volta trasforma il vapore di metallo in plasma. Nello stesso tempo, si produce anche un lampo di luce particolarmente brillante.
5. Il plasma si può espandere liberamente, creando un'onda d'urto.
6. Assieme all'onda d'urto si ha anche l'emissione di una radiazione elettromagnetica.
7. L'onda d'urto spinge il metallo allo stato liquido, gassoso e plasmatico verso l'esterno, rompendo il circuito e portando così alla fine del processo.

## Utilizzi pratici
La ricerca sul metodo del filo esplodente ha portato ad ipotizzare diversi suoi possibili utilizzi, ad esempio nell'eccitazione di maser ottici, in sorgenti luminose ad alta intensità per comunicazioni, nella propulsione spaziale e nella generazione di impulsi radio ad elevata potenza. Gli utilizzi più promettenti dell'EWM sono quelli che lo vedono impiegato nei detonatori, nelle sorgenti luminose e nella produzione di nanoparticelle.

### Detonatori
Il metodo del filo esplodente ha trovato il suo impiego più comune in un detonatore, chiamato appunto detonatore a filo esplodente, utilizzato negli ordigni nucleari. I vantaggi dei detonatori a filo esplodente rispetto agli inneschi chimici risiedono nel fatto che l'esplosione avviene in pochi microsecondi da quando la corrente è applicata ed avviene con una variazione di poche decine di nanosecondi da un detonatore all'altro.

### Sorgenti luminose
Il metodo a filo esplodente è un meccanismo efficace con cui ottenere sorgenti luminose di breve durata ma di elevata intensità. Il picco di intensità per un filo di rame, per esempio, è di 9,6·108 Cd/cm2. Nei suoi primi studi spettrografici, J. A. Anderson scrisse che la luce era comparabile alla radiazione emessa da un corpo nero a 20000 K. Il vantaggio nel produrre un lampo utilizzando questo metodo è che esso è facilmente riproducibile con una piccola variazione di intensità. La natura lineare del filo permette poi di poter ottenere lampi della forma desiderata, mentre utilizzando fili di diversa natura si possono ottenere lampi di colore diverso. Sorgenti luminose di questo tipo vedono il loro impiego nell'interferometria, nella fotolisi flash, nella spettroscopia quantitativa e nella fotografia ad alta velocità.

### Produzione di nanoparticelle
Utilizzando il metodo del filo esplodente si possono creare nanoparticelle quando si raffredda l'ambiente del sistema e quindi il metallo vaporizzato precedentemente creato. Con questo sistema si può arrivare a una produzione di 50 - 300 grammi all'ora di nanoparticelle aventi un diametro medio di 100 nm, il tutto con un grado di purezza superiore al 99%. A seconda dei parametri dell'esplosione, poi, si possono modificare anche gli attributi fisici della nanopolvere. Ad esempio, il diametro delle particelle diminuisce con l'aumentare del voltaggio del condensatore, mentre la pressione del vapore ottenuto può cambiare la dispersività delle nanoparticelle.
Se l'EWM viene portato avanti in un'atmosfera contenente ossigeno, le nanoparticelle ottenute saranno costituite da ossidi metallici, mentre, per ottenerne di pure, occorre operare in atmosfera inerte, solitamente sotto argon, ponendo attenzione al fatto che le nanoparticelle di metallo puro si incendiano se poste in presenza di ossigeno. Dato il sempre maggior utilizzo che si fa delle nanoparticelle nell'industria moderna, la loro richiesta aumenta di anno in anno e di conseguenza la ricerca sui loro metodi di produzione. A dispetto della sua semplicità, è piuttosto difficile modificare l'apparato sperimentale che vede l'utilizzo dell'EWM in modo da trasferirlo su una scala industriale, per questo, ad oggi, questo metodo non ha visto una grande diffusione nell'industria manifatturiera.